# Juniperus formosana
Juniperus formosana là một loài thực vật hạt trần trong họ Cupressaceae. Loài này được Hayata mô tả khoa học đầu tiên năm 1908.